# Московский региональный центр РТРС
Московский региональный центр РТРС (филиал РТРС «МРЦ») — подразделение Российской телевизионной и радиовещательной сети (РТРС), основной оператор цифрового и аналогового эфирного теле- и радиовещания в Москве и Московской области.
Цифровая телесеть МРЦ включает 28 передающих станций и обеспечивает многоканальным цифровым телевидением и радиовещанием почти 100 % населения Москвы и Московской области.
Центральный объект филиала РТРС «Московский РЦ» — Останкинская телебашня. Телебашня транслирует три цифровых мультиплекса и 20 радиопрограмм. Башня охватывает телесигналом 15 млн жителей Москвы и Подмосковья (более 10 % жителей России).
На производственных площадях филиала РТРС «Московский РЦ» расположен федеральный центр формирования мультиплексов (ЦФМ). В нём сигналы обязательных общедоступных телеканалов и радиостанций объединяются в два мультиплекса и отправляются на спутники для доставки на ретрансляторы в каждом регионе.
Созданный на базе филиала Центр управления сетью телерадиовещания обеспечивает оперативный мониторинг качества трансляции со всех передающих станций цифрового эфирного телевидения в России.

## История

### ЦРР 1 и Главный центр управления сетями радиовещания и магистральных радиосвязей
Хроника развития технических средств радиовещания в Москве ведёт отсчёт с 1924 года. Тогда на Никольской улице появились первые радиовещательные студии и аппаратные.
В 1931 году в СССР создан Московский радиовещательный технический узел (МРТУ) на базе передающей ТВ-аппаратуры лаборатории телевидения Всесоюзного электротехнического института (ВЭИ).
В 1933 году при Совнаркоме СССР образован Всесоюзный комитет по радиофикации и радиовещанию.
В 1935 году радиостанции МРТУ преобразованы в самостоятельные радиоцентры, организован Московский вещательный узел аппаратных и студий (МВУАиС).
В 1938 году радиоцентры вошли в Московскую радиовещательную дирекцию (МРВД).
В 1955 году МРВД объединилась с Московской дирекцией радиосвязи (МДРС) в Московскую дирекцию радиосвязи и радиовещания (МДРСВ).
В 1973 году МДРСВ преобразована в Союзный узел радиовещания и радиосвязи № 1 (СУР-1).
В 1988 году СУР-1 реорганизован в Производственное объединение радиосвязи и радиовещания № 1.
В 1990 году функции по оперативному управлению радиовещательными станциями и сетью магистральных радиосвязей, а также вопросы частотного планирования были переданы во вновь организованный Главный центр управления сетями радиовещания и магистральных радиосвязей (ГЦУРС).
В 1992 году Производственное объединение радиосвязи и радиовещания № 1 передано Министерству связи Российской Федерации и переименовано в Государственное предприятие радиовещания и радиосвязи № 1 (ГПР-1).
В июле 1998 года ГПР-1 реорганизовано в филиал ВГТРК, а позже переименовано в Центр радиовещания и радиосвязи № 1 (ЦРР-1).

### Главный центр радиовещания и телевидения
Предыстория
С 1931 года из студии ретрансляционного радиоузла Наркомата связи в Москве начались трансляции первых телепередач без звукового сопровождения.
15 ноября 1934 года выход передач в эфир стал регулярным, а звуковое сопровождение транслировалось по отдельному радиоканалу, поэтому требовался отдельный радиоприемник.
В 1936 году Совет Народных Комиссаров СССР на волне растущего интереса к телевидению постановил построить в Москве специальную телевизионную радиостанцию. Она была построена на улице Шаболовка, где раньше находилась радиоиспытательная станция Наркомата связи. Там уже была установлена металлическая радиобашня высотой 148,5 м, построенная в 1922 году по проекту академика Владимира Шухова.
Первая опытная передача с Шаболовки прошла 9 марта 1937 года. Звуковое сопровождение дублировалось по московской городской радиотрансляционной сети как обычная радиопрограмма.

#### МТЦ в составе Наркомата связи (1938—1940)
31 декабря 1938 года Московский телевизионный центр (MТЦ) был запущен в эксплуатацию. МТЦ вошёл в состав Московской радиовещательной дирекции Наркомата связи. Телевизионный передатчик мощностью 7,5 кВт обеспечивал уверенный приём телевизионного сигнала в радиусе 60 км.

#### МТЦ в составе Радиокомитета СССР (1940—1950)
В октябре 1940 года МТЦ перешел из Наркомата связи в ведение вновь образованного Всесоюзного Комитета по радиофикации и радиовещанию при Совете Народных Комиссаров СССР.
В июне 1941 года, в первые дни войны, МТЦ временно прекратил трансляцию. Его оборудование эвакуировали в Свердловск. В 1944 году началось восстановление МТЦ.
7 мая 1945 года МТЦ первым в Европе возобновил регулярную телетрансляцию.
В марте 1946 года Совет Министров СССР постановил реконструировать МТЦ и перевести его оборудование на новый стандарт 625 строк (576i, 625/50). Инициатива принадлежала специалистам МТЦ.
7 ноября 1948 года телецентр начал регулярную работу в новом стандарте.

#### МТЦ в составе Министерства связи СССР (1950—1960)
1 января 1950 года МТЦ передан в ведение Министерства связи СССР. В начале 50-х годов МТЦ выступил с инициативой создать в Москве новый многопрограммный телецентр с более высокой телебашней.
15 июля 1955 года Совет Министров СССР принял постановление «О реконструкции Московского телевизионного центра». В подготовке постановления участвовал выдающийся инженер и учёный Марк Кривошеев.
Согласно постановлению, Министерство связи СССР в 1955—1958 годах должно было реконструировать МТЦ с учётом современных тенденций науки и техники в области телевидения. Проект включал строительство аппаратно-студийного комплекса на 11 студий, новой телевизионной станции с четырьмя мощными телевизионными и шестью радиовещательными передатчиками, новой башни высотой 300 м или выше.
В феврале 1956 года в Москве началась трансляция Второй программы Центрального телевидения.
В 1957 году завершился первый этап реконструкции МТЦ: строительство на Шаболовке второй студии площадью 600 м², установка второго телевизионного передатчика и возведение второй металлической башни высотой 110 м.
Параллельно с реконструкцией на Шаболовке шла разработка технических решений второго этапа реконструкции МТЦ. В 1956—1959 годах вышли Постановления Совета Министров СССР и Исполкома Моссовета, которые определили конкретные задачи по созданию комплекса.
В марте 1959 года участок для строительства телебашни на юго-западе Москвы в районе Черемушки, который ранее выделил Моссовет, был перенесен в Останкино.

#### Московская радиопередающая станция телевидения (1960—1967)
12 августа 1960 года Совет Министров СССР издал постановление «О мероприятиях по материально-техническому обеспечению радиовещания и телевидения». В соответствии с ним аппаратно-студийный комплекс МТЦ на Шаболовке был передан Гостелерадио, а радиопередающая часть преобразована в Московскую радиопередающую станцию телевидения (МРПСТ) Министерства связи СССР. МРПСТ стал заказчиком по строительству новой мощной радиостанции в Останкино.
В результате длительных экспертиз и обсуждений окончательное решение по фундаменту башни принято в июне 1962 года.
22 марта 1963 года Минсвязи СССР утвердило окончательный проект башни. Его авторами стали главный конструктор Николай Никитин, архитекторы Леонид Баталов и Дмитрий Бурдин. Согласно проекту, высота башни составляла 520 м. Это обеспечивало базу для роста количества теле- и радиопрограмм. Позже высота телебашни была увеличена до 533 м за счет антенной части, а после установки флагштока стала равной 540,1 м.
Строительство башни длилось четыре года. В работе над проектом участвовали 40 проектных и научно-исследовательских институтов, десятки строительно-монтажных организаций, заводов-изготовителей нестандартного оборудования различных министерств и ведомств.
С 1 октября 1967 года в Москве началось регулярное цветное вещание.
5 ноября 1967 года, в канун 50-летия Октябрьской социалистической революции, Государственная комиссия подписала акт о приёмке в эксплуатацию первой очереди строительства башни. Строительство и оснащение продолжалось до 26 декабря 1968 года, когда Государственная комиссия подписала акт о пуске в эксплуатацию второй очереди строительства. Останкинская телебашня начала трансляцию четырёх телевизионных и трёх радиовещательных программ. Мощные передатчики обеспечили уверенный приём программ в радиусе 120 км от башни. Телебашня стала высочайшим сооружением в Европе, одним из лучших образцов инженерной мысли Советского Союза и символом российского телевидения.

#### Общесоюзная радиотелевизионная передающая станция (1967—1991)
Приказом министра связи СССР за № 455 от 30.06.1968 Московская радиопередающая станция телевидения была реорганизована в Общесоюзную радиотелевизионную передающую станцию (ОРПС) Министерства связи СССР.
В 1982 году рядом с башней было построено здание площадью 40 тысяч м² с помещениями для экскурсий и конференц-залом на 752 места.
В 1989 году Останкинская телебашня стала сооснователем и полноправным членом Всемирной федерации высотных башен мира. Телебашня три раза принимала конференции Федерации, посвященные туризму на высотных сооружениях: в 1995, 2008 и 2017 годах.

#### Главный центр радиовещания и телевидения (1991—2001)
В 1991 году ОРПС перешла в ведение Министерства связи РСФСР. 24 августа 1991 года Указом Президента России ОРПС переименована в Главный центр радиовещания и телевидения Российской Федерации.
В 1992—1998 годах количество транслируемых телевизионных программ увеличилось с пяти до 15, количество УКВ-ЧМ радиовещательных программ — с шести до 14.

## Телеканалы, которые транслирует Московский региональный центр РТРС
| Кнопка | Название |
| ------ | --- |
| 1      | Первый канал |
| 2      | Россия 1 |
| 3      | Матч! |
| 4      | НТВ |
| 5      | Пятый канал (чистый дубль +0)                                                                                     |
| 6      | Россия Культура                                                                                                   |
| 7      | Россия 24 |
| 8      | Карусель |
| 9      | ОТР (чистый дубль +0)                                                                                             |
| 10     | ТВЦ |
| 11     | Рен ТВ |
| 12     | Спас |
| 13     | СТС |
| 14     | Домашний |
| 15     | ТВ-3 |
| 16     | Пятница! |
| 17     | Звезда |
| 18     | Мир |
| 19     | ТНТ |
| 20     | Муз ТВ |
| 21     | Супер (январь) / Суббота                                                                                          |
| 22     | HDL Киносвидание Киномикс Zee TV Мужское кино Кинокомедия Кухня ТВ Индийское кино Киносерия 2x2 Моя планета Наука |
| 23     | Мульт Русский Детектив История                                                                                    |
| 24     | Сарафан Мульт и Музыка                                                                                            |
| 25     | НСТ Моя планета Доктор Техно 24                                                                                   |
| 26     | Москва Доверие EuroNews Россия                                                                                    |
| 27     | Музыка Первого |
| 28     | ТНТ4 |
| 29     | Известия |
| 30     | Матч! Страна |

## Московский региональный центр РТРС (с 2001)
Указом Президента Российской Федерации № 1516-р от 17 ноября 2001 года в соответствии с Распоряжением Правительства было создано федеральное государственное унитарное предприятие «Российская телевизионная и радиовещательная сеть» (РТРС). Главный центр радиовещания и телевидения, Главный центр управления сетями радиовещания и магистральной связи и ЦРР-1 вошли в Московский региональный центр (МРЦ) РТРС.
3 декабря 2009 года постановлением Правительства Российской Федерации № 985 была утверждена федеральная целевая программа «Развитие телерадиовещания в Российской Федерации на 2009—2015 годы». Она определила этапы и сроки перехода каждого региона на цифровое эфирное телевидение.
9 февраля 2010 года МРЦ начал тестовую трансляцию 10 цифровых телеканалов в стандарте DVB-T с Останкинской телебашни.
19 марта 2012 года МРЦ перешел на стандарт эфирного телевещания следующего поколения — DVB-T2.
В январе 2015 года с Останкинской телебашни началась трансляция дополнительного пакета телеканалов на 34 ТВК (578 МГц).
С августа 2016 по март 2020 года МРЦ вел тестовую эфирную трансляцию UHD 4К-контента с многоканальным звуком с Останкинской телебашни.
В 2017 году сотрудники регионального центра начали проводить экскурсии по техническим помещениям Останкинской телебашни. Посетителей впервые допустили на 85-й уровень башни, откуда видно внутреннее устройство сооружения. Также заработала открытая смотровая площадка.
В сентябре 2017 года МРЦ принял юбилейную XXX конференцию Международной федерации великих башен (МФВБ). В федерацию входят 54 высотных сооружения из 22 стран. Они устраивают конференции ради сотрудничества и обмена опытом в области управления и эксплуатации башен.
5 ноября 2017 года Останкинская башня отметила 50-летний юбилей. В честь этого события появился интерактивный мультимедийный комплекс. Он позволяет увидеть рабочие процессы, которые проводят на телебашне. В экспозиции представлены исторические вехи телебашни, её устройство и функционал, визуализированы научно-технические данные.
В декабре 2017 года Московский региональный центр РТРС завершил строительство сети эфирного вещания первого мультиплекса в Московской области, а в октябре 2018 года — строительство сети второго мультиплекса. Цифровая телесеть МРЦ включает 28 передающих станций и обеспечивает доступность цифрового эфирного телевидения для жителей Москвы и Московской области.
С 14 июня по 15 июля 2018 года РТРС в тестовом режиме транслировал с Останкинской телебашни игры чемпионата мира по футболу на «Первом канале» в формате Ultra HD 4К.
15 апреля 2019 года МРЦ выключил в Москве и Московской области 37 аналоговых передатчиков федеральных телеканалов и завершил переход на цифровое телевидение. Отключение «аналога» прошло бесшовно, так как телевизоры большинства телезрителей уже принимали цифровой сигнал. Москва и Московская область вместе с 18 другими регионами России вошли во вторую волну отключения аналоговой трансляции федеральных телеканалов. Жителям Москвы и Московской области доступны 30 федеральных телеканалов и три радиостанции в цифровом качестве.
25 марта 2020 года с Останкинской телебашни началась тестовая эфирная трансляция дубля первого мультиплекса в цифровом формате высокой четкости (FullHD) с кодеком H.265 (HEVC — High Efficiency Video Codec) на 58 ТВК (770 МГц). Мощность передатчика — 0,3 кВт.
В январе 2021 года филиал запустил новогоднее световое шоу на Останкинской башне.

## Организация вещания
Московский региональный центр РТРС транслирует в Московском регионе:
- 20 телеканалов и три радиостанции в цифровом формате DVB-T2;
- дополнительный пакет телеканалов цифрового ТВ в стандарте DVB-T2 на 34 ТВК (578 МГц) с Останкинской телебашни;
- 20 радиостанций в аналоговом формате;
- с августа 2016 года велась тестовая эфирная трансляция UHD 4К-контента с многоканальным звуком с Останкинской телебашни[117][118];
- 25 марта 2020 года с Останкинской телебашни началась тестовая трансляция первого мультиплекса в HD-качестве на 58 ТВК (770 МГц) с использованием кодека H.265 (HEVC)[119].

Инфраструктура эфирного телерадиовещания Московского регионального центра РТРС включает:
- региональный центр формирования мультиплексов[120];
- 28 объектов сети теле- радиовещания[121][122];
- 54 приемные земные спутниковые станции[123];
- четыре радиоцентра (№ 3, № 6[124], № 7, № 9[125]) для работы в КВ-, СВ- и ДВ-диапазонах.